# 337. Volksgrenadier-Division (Wehrmacht)
Die 337. Volksgrenadier-Division war eine deutsche Infanteriedivision im Zweiten Weltkrieg.
Die Division wurde am 15. September 1944 auf dem Truppenübungsplatz Groß Born in Hinterpommern (Wehrkreis II) aus der in der Aufstellung befindlichen 570. Volksgrenadier-Division aufgestellt. Im November kam die Division zur 9. Armee der Heeresgruppe Mitte nach Warschau.
Bis Januar 1945 blieb die Division im Raum Warschau als Teil der 9. Armee (Heeresgruppe Mitte, dann Heeresgruppe A) stationiert. Dann wurde sie nach Westpreußen unter der 2. Armee (Heeresgruppe Weichsel) eingesetzt. Im April 1945 wurde die Division in Danzig zur Verfügung des OKH gestellt und dort zerschlagen.
Der Divisionsstab kam ab Februar 1945 als Gruppe Kinzel bei der 35. Infanterie-Division zum Einsatz. Am 11. April 1945 waren die Reste von der Heeresgruppe Nord aus bei der Heeresgruppe Weichsel an der Oder eingetroffen. Hier sollten diese den Stab der 391. Sicherungs-Division ersetzen. Die 391. Sicherungs-Division geriet aber im Kessel von Halbe in sowjetische Kriegsgefangenschaft.
Einziger Kommandeur war der Generalleutnant Eberhardt Kinzel.

## Gliederung
- Grenadier-Regiment 313 mit zwei Bataillonen aus dem Grenadier-Regiment 1168
- Grenadier-Regiment 688 mit zwei Bataillonen aus dem Grenadier-Regiment 1169
- Grenadier-Regiment 690 mit zwei Bataillonen aus dem Grenadier-Regiment 1170
- Panzerjäger-Abteilung 337 aus der Panzerjäger-Abteilung 570
- Artillerie-Regiment 337 mit vier Batterien aus Artillerie-Regiment 1570
- Divisions-Einheiten 337 aus Divisions-Einheiten 1570